# Funta
Funta(환타)는 일본의 음악 밴드이다.

## 개요

### 이력
디지털 펑크 유닛이라고 자칭한 환타는 결성 이전에 「하이·Engel(HI∞ENGEL)」라는 밴드를 결성했다. 싱글 「얼굴 크다~」로 메이저 데뷔를 하게 된다. 그 후에 소속사를 떠나고, 작사·작곡·편곡·코러스로 활동하고 있었지만, 싱글 「Wake up Angel 바라면 ∞(무한)이 돼」로 메이저 활동을 재개한다. 현재는 작곡 중심으로 활동하고 있지만 근래에는 Funta7나 Funta3 명의로 작곡하는 경우가 많다

### 인물
- UCO(유코) 보컬·작사·작곡 담당/6월 25일 태생/A형/카나가와현 출신
- 요시미(요시미) 기타·베이스·키보드·작곡·편곡 담당/7월 23일 태생/O형/효고현 출신

## 제공

### 애니메이션
- 진·여신 전생 데비틸
- 이니셜 D
- 피타텐
- 망상 과학 시리즈 원 다바스타일
- 그라비테이션
- 선생님의 시간
- 너스 위치 코무기짱 매지컬
- 우에키의 법칙
- 솔티레이
- 아이실드 21
- 그늘로부터 지킨다!
- 오늘의 5의 2
- 요시나가씨가의 가고일
- capeta
- 이상한 별의 쌍둥이공주
- 세토의 신부
- 니노미야 군에게 애도를
- 우리 집의 곡신 신님
- 토라도라!
- 연희무쌍
- 유루유리

### 게임
- 안제리크
- White Princess
- 셔플!
- THE IDOLM@STER
- 토라도라·포터블!

### 성우
- 호리에 유이
- 신타니 료코
- 노가와 사쿠라
- 아사노 마스미

### 가수
- 코히나타해
- AKB48